# All-Pro Football 2K8
All-Pro Football 2K8 (abreviat APF2K8) és un videojoc de futbol americà per les consoles de setena generació seventh generation consoles i és el videojoc successor de la saga ESPN NFL 2K. L'APF2K8 és el primer videojoc publicat per 2K Sports des que EA Sports va comprar llicències exclusives de propietats intel·lectuals de la NFL i la NFLPA; l'últim videojoc publicat per 2K Sports va ser ESPN NFL 2K5.

## Llegendes
2K Sports va anunciar que 240 jugadors "llegenda" serien inclosos al APF2K8. Algunes de les llegendes confirmades es poden veure a la taula de sot.
| Quarterbacks       | Running Backs   | Wide Receivers   | Linebackers     | Defensive Linemen | Kickers/Punters |
| ------------------ | --------------- | ---------------- | --------------- | ----------------- | --------------- |
| Troy Aikman        | Earl Campbell   | Irving Fryar     | Brian Bosworth  | Reggie White      | Al Del Greco    |
| Sammy Baugh        | Roger Craig     | Herman Moore     | Nick Buoniconti | Dexter Manley     | Jan Stenerud    |
| John Elway         | Lenny Moore     | Drew Pearson     | Dick Butkus     | Deacon Jones      | Lou Groza       |
| Otto Graham        | Walter Payton   | Andre Reed       | Mike Singletary | Rayfield Wright   | Jim Bakken      |
| Dan Marino         | Barry Sanders   | Jerry Rice       | Derrick Thomas  | Leon Lett         | Ray Guy         |
| Joe Montana        | Thurman Thomas  | Fred Biletnikoff | Chris Speilman  | Bryce Paup        |                 |
| Warren Moon        | O.J. Simpson    | Dwight Clark     | Chuck Bednarik  | Dan Saleaumua     |                 |
| Roger Staubach     | Gale Sayers     | Willie Gault     | Lamar Lathon    | Harvey Martin     |                 |
| Johnny Unitas      | Emmitt Smith    | Raghib Ismail    | Carl Banks      | Mike Golic        |                 |
| Steve Young        | Marcus Allen    | Wesley Walker    | Pepper Johnson  | Marty Lyons       |                 |
| Doug Flutie        | Christian Okoye | Alvin Harper     | Ken Norton Jr.  | Pete Pihos        |                 |
| Randall Cunningham | Curt Warner     | Gary Clark       | Gary Plummer    | Too Tall Jones    |                 |
| Len Dawson         | Paul Hornung    | Don Maynard      | Scott Studwell  | Rulon Jones       |                 |
| Archie Manning     | Merril Hoge     | Tony Martin      | Otis Wilson     | Dan Hampton       |                 |
| Ken Stabler        | Natrone Means   | Ernest Givins    | Jeff Offerdahl  | Dave Butz         |                 |
| Bart Starr         | Dave Meggett    | Henry Ellard     | Brad Van Pelt   | Lee Roy Selmon    |                 |
| Joe Theismann      | Joe Perry       | Ricky Sanders    | Dave Wilcox     | Elvin Bethea      |                 |
| Steve Bartkowski   | Barry Foster    | John Taylor      | Jessie Tuggle   | Leslie O'Neal     |                 |
| Bubby Brister      | Hugh McElhenny  | Charley Taylor   |                 | Randy White       |                 |
| John Brodie        | Billy Sims      | Yancey Thigpen   |                 | Deacon Jones      |                 |
| Lynn Dickey        | Greg Bell       | Rob Moore        |                 | Tony Tolbert      |                 |
| Steve Grogan       | Chuck Foreman   | Rick Upchurch    |                 |                   |                 |
| Jim Harbaugh       | Mike Rozier     | Steve Tasker     |                 |                   |                 |
| Jim Hart           | Matt Snell      |                  |                 |                   |                 |
| Bobby Herbert      | Chuck Muncie    |                  |                 |                   |                 |
| Jeff Hostetler     | Tom Rathman     |                  |                 |                   |                 |
| Tommy Kramar       | Tony Canadeo    |                  |                 |                   |                 |
| Dave Krieg         | Reggie Cobb     |                  |                 |                   |                 |
| Bernie Kosar       |                 |                  |                 |                   |                 |
| Greg Landy         |                 |                  |                 |                   |                 |
| Ken O'Brien        |                 |                  |                 |                   |                 |
| Neil O'Donnell     |                 |                  |                 |                   |                 |
| Mark Rypien        |                 |                  |                 |                   |                 |
| Bill Wade          |                 |                  |                 |                   |                 |
| Andre Ware         |                 |                  |                 |                   |                 |
| Jim Zorn           |                 |                  |                 |                   |                 |

## Alguns equips
Note: Please complete this list
- Birmingham Iron Men (Jacksonville Jaguars)
- Los Angeles Legends (Dallas Cowboys)
- Ohio Red Dogs (Atlanta Falcons)